# Julio Rendón
Julio Rendón Alcocer (1864 - 1949) fue un ingeniero, abogado, maestro y periodista mexicano, nacido y fallecido en Mérida, Yucatán, que destacó en la actividad periodística. Fue hermano de Serapio Rendón, también periodista y víctima mortal del régimen golpista de Victoriano Huerta.

## Datos biográficos
Fue director de la Revista de Mérida y colaboró después en el Diario de Yucatán cuando este rotativo era dirigido por Carlos R. Menéndez. Fue regidor del Ayuntamiento de Mérida y diputado al Congreso de Yucatán desde cuya tribuna se opuso en 1902 a la desincorporación del territorio de Quintana Roo de Yucatán.
En el gobierno de Salvador Alvarado fue nombrado gerente de la Comisión Reguladora del Mercado del Henequén y más tarde fue director de los Ferrocarriles Unidos de Yucatán. En el ámbito de la docencia fue profesor en la Escuela Normal de Profesores de Yucatán y director del Instituto Literario del estado.